# Presidencia de la Plaza
Presidencia de la Plaza é uma cidade da Argentina, localizada na província de Chaco.